# Adolph Steen
Adolph Steen (7. oktober 1816 i København – 10. september 1886 sammesteds) var en dansk matematiker og politiker. Han var far til Adolf Steen.

## Uddannelse
Hans fader, fuldmægtig ved Søetatens Proviantgård, Adam Reutz Steen (ca. 1785-1818), døde allerede 1818. Hans moder var Dorthea Marie Langeland (1792-1852, gift 2. gang 1827 med cand.med., senere læge i Oldesloe Johann Jacob Nicolaus Mathiesen, 1801-1873). Efter at være forberedt i Det Schouboeske Institut dimitteredes han 1834 privat til Københavns Universitet, tog 1835 Anden Eksamen og i 1839 polyteknisk eksamen i mekanik. 1841-45 var han under Christian Ramus repetent i matematik ved Polyteknisk Læreanstalt. 1843 kom han ind på Borchs Kollegium, hvor han var et fremtrædende medlem af den glade og dygtige kreds, hvortil også Peter Faber og J.F. Hagen hørte. Samtidig havde han begyndt at undervise i Mariboes og Friis' Realskoler. 1845 erhvervede han magistergraden (fra 1854 ophøjet til doktorgrad) på afhandlingen De vi et natura infiniti mathematici spécimen, rejste 1846-47 med offentlig understøttelse og opholdt sig navnlig i Paris. Derefter holdt han nogle forelæsninger som privatdocent ved Universitetet. 1848-49 deltog han frivillig som sekondløjtnant i Treårskrigen.

## Karriere
I 1847 havde Ramus indstillet ham til en ny plads ved Polyteknisk Læreanstalt som lærer i matematik for kemikerne, men efter indstilling af bestyrelsens flertal besattes denne plads med en fysiker, Carl Holten. Dette gav Steen anledning til en heftig polemik mod bestyrelsen. I den omstridte stilling afløste Steen dog Holten 1850, og 1857 blev han fast lærer og medlem af bestyrelsen; samtidig overtog han frivillig undervisningen ved anstaltens nye ingeniørkursus, ved hvis oprettelse han havde været meget virksom. Lærergerningen ved anstalten fortsatte han til 1885, dog fra 1861 i egenskab af professor ordinarius i matematik ved Universitetet, hvor han afløste Christian Jürgensen. 1869 indtrådte han i konsistorium. 1854-63 var han lærer i matematik ved Den kongelige militære Højskole, 1855-62 og 1855-63 var han medlem af eksamenskommissionen henholdsvis for landinspektører og forstmænd. 1862 optoges han som medlem af Videnskabernes Selskab. 1875-86 var han formand for undervisningsinspektionen for de lærde skoler og de højere realskoler. Steen blev Ridder af Dannebrogordenen 1862 og Dannebrogsmand 1874. 1884 fik han Kommandørkorset af 2. grad af Dannebrog.

## Lærergerningen
Det er som lærer i matematikken på dens forskellige stadier og ved sin hele virksomhed for undervisningen, særlig i dette fag, fra den mest elementære til den videst gående, at Steen har
indlagt sig de største og varigste fortjenester. Han hørte til dem, der forlange meget af sig selv; han bearbejdede undervisningsstoffet således, at det på ethvert standpunkt kunne være tilgængeligt
også for de elever, som ikke vare særlig matematisk anlagte, meddelte det med stor formel klarhed og indøvede det ved omhyggelig indsamlede og vel afpassede opgaver. Derefter vidste han, at han også kunne forlange en klar redegørelse og sikker anvendelse hos sine elever, og så forlangte han det også med bestemthed både ved den daglige undervisning og ved eksaminer. Ved disse forstod han med stor sikkerhed ved vel stillede spørgsmål både at få det frem, som eksaminanden vidste, og at gøre klart, hvad han ikke forstod. Disse fortrin som eksaminator kunne dog forspildes over for eksaminander, der ikke kendte ham, og som lod sig skræmme af en barsk og heftig tone, der for let kom frem hos ham.

## Steens lærebøger
Ved i så mange år selv at undervise på denne måde, og ved den vejledning og de råd, han særlig som undervisningsinspektør har givet andre lærere, hvoraf efterhånden mange havde været hans elever, har Steen skabt en overlevering, som her til lands i matematikken tillader ret store fordringer i retning af virkelig tilegnelse af det lærte. I hans egen levetid var den knyttet til en meget udbredt anvendelse af hans talrige lærebøger, som derfor jævnlig udkom i nye oplag, nemlig: Elementær Arithmetik (1843), som måske er den mest selvstændige af hans lærebøger, og som viser, hvor tidlig han besad sit herredømme over formen; Ren Mathematik (1847), Analytisk Plangeometri (1854; i 2. udgave, 1868, tillige rumgeometri), Sfærisk Trigonometri (1858), Oversigt over Hovedformerne i Rummet (1858), et arbejde, som er knyttet til Steens bestræbelser for at få geometriundervisningen indledt ved en sådan oversigt; Elementær Algebra (1859), Differential- og Integralregning (1860), Grundtræk af Sandsynlighedsregning (1864), Elementær Plangeometri (1865) og opgavesamlinger på de forskellige områder. Såvel i forskellige kommissioner som i bestyrelserne af læreanstalt og universitet og i undervisningsinspektionen fik Steen stor indflydelse på alle mulige undervisningsspørgsmål. Derfor bærer han vistnok et ansvar for nogle af de uheldige sider ved den med loven af 1871 indførte skoleplan for de lærde skoler; men til gengæld har han en meget stor del af æren for, at undervisningen efter denne plan straks blev sat så godt i værk.
Steens videnskabelige virksomhed har størst betydning ved sin tilknytning til hans egen undervisning. Spørgsmål, der var behandlede i denne, førte han videre på en måde, der måtte virke ansporende på hans fremmeligere elever. En del af hans, arbejder gå ud på dannelsen af integrable differentialligninger eller integration af sådanne ved kædebrøk eller bestemte integraler. Han skrev i Videnskabernes Selskabs skrifter og oversigter, universitetsprogrammer og i Mathematisk Tidsskrift, i hvis grundlæggelse (1859) og heldige optræden han havde væsentlig del.

## Polemikeren
Steens herredømme over formen og en del hensynsløshed i hans optræden gjorde ham til en frygtet modstander i forhandlinger og i de ikke få offentlige polemikker, hvori han indlod sig, blandt andet i anledning af forfatteres uberettigede brug af hans eller andres bøger. En anden anledning gav i 1860 Rasmus Nielsens dristige brug af matematikken i sin filosofi. Striden, som fra begge sider førtes med formel glans, endte med, at Steen, der da var professor på læreanstalten, i en genoptagelse på Folketeatret af Genboerne med omtrent den rollebesætning, den oprindelig havde haft som studenterkomedie, deriblandt Steen som kobbersmeden, tillige overtog Søren Torps rolle og i denne tydelig kopierede universitetsprofessoren. Den varme og åbne ærlighed, hvormed Steen førte sine kampe, efterlod dog ikke nag, og ofte har han bag efter arbejdet godt sammen med fordums modstandere. Hans vederhæftige personlighed vandt tillid både hos kolleger og elever, og de holdt af ham. Polyteknikerne så gerne den barske lærer også i deres muntre lag, og de yngre matematikere vedblev han at yde en trofast støtte på deres videre bane.
Med sin praktiske sans og forretningsdygtighed gjorde Steen også matematikken frugtbar udad til, særlig som medstifter af Bikuben (1857) og medbestyrer af den til sin død. Han var også medstifter af Nye danske Brandforsikringsselskab (1864) og benyttede ligeledes ofte sin matematiske indsigt som politiker og borgerrepræsentant.

## Politikeren
Steen tog også i en række år en ret virksom del i det offentlige liv. Allerede 1848 søgte han forgæves valg til Den Grundlovgivende Rigsforsamling, men blev næste år i Slagelsekredsen valgt til Folketinget ved Bondevennernes hjælp. Han sluttede sig også straks til venstre og hørte, ligesom Hans Egede Schack og Kristen Rovsing, til det såkaldte «intelligente venstre»; blev tidligt medlem af Finansudvalget og af andre vigtige udvalg om finansielle spørgsmål (krigsskadeserstatning, indkomstskat og rentegaranti for Den Sjællandske Jernbane) samt udtalte sig 1851 for tvungent borgerligt ægteskab. Forbindelsen mellem ham og Bondevennerne løsnedes dog snart og brast helt, da de 1852 erklærede sig for helstaten. Steen blev derfor også vraget ved de nye valg 1852, søgte næste år forgæves valg og blev først i december 1854 valgt på ny, i Københavns 6. kreds. Han sad nu i Folketinget indtil sommeren 1858, men ville ikke søge genvalg, fordi det ikke havde lykkedes ham tillige at blive medlem af Rigsrådet. I disse år var han igen medlem af, i tre samlinger endog ordfører for Finansudvalget, og det var ham, der først opstillede beregningen af lønningstillæg ved "sædomskrivning", hvorefter en del af embedslønningerne bestemtes i forhold til kornpriserne. Ligeledes fik han som ordfører i lønningsudvalget for de lærde skoler reglen fastslået om alderstillæg efter tjenesteår, medens tidligere kun de ældst ansatte i hver klasse fik tillæg. Også tog han ordet for en videre udvikling af realundervisningen, for indskrænkning af undervisning i latin og græsk og for væsentlig ændring af seminaristernes uddannelse. Han var i de samme år medlem af kommissioner om de lærde skolers undervisning og om lønningslove for kongerigets embedsmænd og 1858-61 borgerrepræsentant i København. 1864 valgtes han på ny, først til Rigsrådets Folketing (indtil 1866) og siden til Rigsdagens (indtil 1869), og sad her som en udpræget repræsentant for det nationalliberale parti og en skarp modstander af de daværende venstrepartier. Han spillede dog ikke længere den rolle som tidligere, var kun et enkelt år medlem af Finansudvalget og desuden af udvalg om den sydsjællandske jernbane og om udvidelse af de nørrejyske, hvorved han havde store betænkeligheder. Han udtalte allerede da tanken om en organisk forbindelse af alle de offentlige skoler, så at et barn kun kunne komme i de højere efter at have gennemgået almueskolen, medens han var uvenlig stemt mod folkehøjskolerne, fordi de kun søgtes af én samfundsklasse. 1864 var han tillige medstifter og medbestyrer af Martsforeningen og senere af dens videre udvikling, Dansk Folkeforening, indtil 1867; han havde 1862 været medstifter af Frihandelsforeningen og var 1881-86 formand for Forsvarsforeningen i Sjælland.
Han døde 10. september 1886 efter en kort sygdom, indtil hvis udbrud han med fuld kraft og flid havde fortsat sin omfattende virksomhed. Han er begravet på Frederiksberg Ældre Kirkegård.
I 1899 blev Adolph Steens Allé på Frederiksberg opkaldt efter ham.

## Ægteskab
12. november 1853 ægtede Adolph Steen i Vor Frue Kirke Anna Arctander (30. september 1830 i København – 10. juli 1897 i Nyborg), datter af fuldmægtig i Nationalbanken Wilhelm August Arctander (1794-1838) og Caroline Wilhelmine Christiane Margrethe von Linstow (1804-1853).

## Gengivelser
- Buste af Rasmus Bøgebjerg (Fyns Kunstmuseum), marmor 1887 (Danmarks Tekniske Universitet)
- Xylografi og litografi af I.W. Tegner efter samme fotografi, begge 1886
- Xylografi af H.P. Hansen, 1886, efter dette xylografi samme år og af H.P. Hansen 1887
- Fotografier af Peter Most og Harald Riise